# Barbáti
Barbáti är en ort i Grekland.   Den ligger i prefekturen Nomós Kerkýras och regionen Joniska öarna, i den västra delen av landet, 400 km nordväst om huvudstaden Aten. Barbáti ligger 9 meter över havet och antalet invånare är 116. Den ligger på ön Korfu.
Terrängen runt Barbáti är varierad. Havet är nära Barbáti åt sydost.  Närmaste större samhälle är Korfu, 11,6 km söder om Barbáti. 